# Pierre Schyven

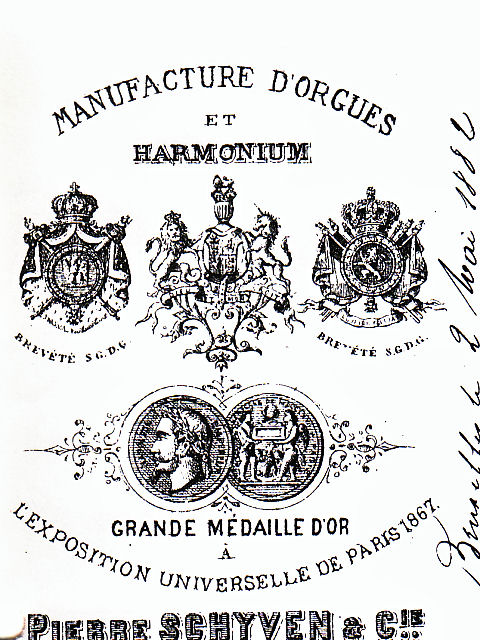
Briefkopf von 1882

Pierre Schyven (* 22. Dezember 1827 in Elsene bei Brüssel; † 6. Juni 1906 ebenda) war ein belgischer Orgelbauer in Elsene.

## Leben
Pierre Schyven war Schüler und Mitarbeiter von Joseph Merklin, der 1843 eine Werkstatt in dessen Heimatort Elsene gegründet hatte. 1851 wurde Schyven Werkführer von Merklin-Schütze. Ab etwa 1855 führte er den Betrieb dort weitgehend selbstständig, da Merklin und Schütze sich seit dieser Zeit vorwiegend in der neuen Filiale in Paris aufhielten.
1873 übernahm Schyven die Werkstatt in Elsene endgültig als Eigentümer und führte sie als Pierre Schyven & Cie. 1882 ließ er ein Système à Dédouplement, ein System zur Transmission von Registern für Kegelladenorgeln patentieren, 1883 auch für Schleifladenorgeln.
1905 übergab er die Werkstatt an seinen Sohn François, der sie bis etwa 1917 weiterführte.

## Orgeln (Auswahl)
Pierre Schyven baute etwa 250 Orgeln vor allem in Belgien, einige in Nordfrankreich und weiteren Ländern. Seine Instrumente waren vom romantischen Orgelbau seines Lehrers Joseph Merklin und von Aristide Cavaillé-Coll geprägt. Pierre Schyven gilt als einer der bedeutendsten belgischen Orgelbauer des 19. Jahrhunderts.
| Jahr | Ort                  | Gebäude                         | Bild | Manuale | Register | Bemerkungen |
| ---- | -------------------- | ------------------------------- | ---- | ------- | -------- | --- |
| 1874 | Laeken/Laken         | Onze Lieve Vrouwekerk           |      | III/P   | 54       | 1906 abgebaut, 1912 wieder aufgebaut durch Van Bever mit neuem Prospekt, erhalten                                         |
| 1880 | Douai                | Église Saint-Jacques            |      | III/P   | 44       | erhalten |
| 1887 | Kortrijk             | Sint-Martenskerk                |      | III/P   | 43       | erhalten |
| 1888 | Liège (Lüttich)      | Salle Philharmonique            |      | III/P   | 55       | erhalten |
| 1891 | Antwerpen            | Onze Lieve Vrouwe-Kathedraal    |      | IV/P    | 90       | größte mechanische Orgel in Belgien, in Prospekt aus dem 18. Jahrhundert von Cartier, nahezu unverändert erhalten – Orgel |
| 1891 | San José, Costa Rica | Catedrala Metropolitana         |      | III/P   | 25+12    | erhalten |
| 1897 | Cambrai              | Cathédrale Notre-Dame-de-Grâce  |      | III/P   | 38       | später erweitert auf III/P, 49 – Orgel                                                                                    |
| 1906 | Gent                 | Koninklijk Muziekkonservatorium |      | III/P   | 50       | durch François Schyven, 1981 ersetzt                                                                                      |